# 法比奧·盧比斯
法比奧·盧比斯·艾簡達拿（Fabio Lopes Alcantara，1977年3月24日—），生於巴西薩爾瓦多，巴西裔香港足球運動員，司職中堅，現時效力香港甲組聯賽球會沙田。

## 球員生涯
法比奧生於巴西薩爾瓦多，於2004年來香港加盟當時仍在甲組角逐的老牌球會愉園，當時隊內擁有達八成的香港代表隊成員，結果他在翌季協助愉園順利奪得聯賽冠軍和聯賽神射手殊榮，直到2007年，他轉會東方，並協助球會奪得高級組銀牌冠軍，其後他選擇離港前赴印尼發展加盟萬隆，可是他未能站穩陣腳，只是在當地逗留一季便決定回香港。結果，他獲前愉園隊友李偉文推薦加盟甲組球會沙田，結果沙田於10支球隊中名列第9名，需降回乙組作賽。
降班後，法比奧獲剛升班的屯門邀請加盟，可是他當他自費買機票回港後屯門已經埋班，於是他選擇轉會乙組球會淦源，並錄得29球成為聯賽神射手，到球季後轉會同一聯賽球會標準流浪，並再以20球衛冕為聯賽神射手，直到2012年，他獲流浪總監推薦給同一聯賽球會元朗，同時他以35球三度衛冕聯賽神射手，和帶領元朗奪得初級組銀牌，及聯賽冠軍得以重返甲組，到2015年5月2日，他在主場以1–0擊敗南華的聯賽賽後宣佈掛靴向教練工作發展，事隔兩個月後他獲元朗挽留並選擇復出。
在2016年2月，法比奧獲經典外援選手隊徵召，參與對香港經典選手隊的猴年賀歲盃，結果他協助經典外援隊以4–1勝出，至2016年9月，由於元朗後防有球員離隊，使法比奧獲當時球會教練馮凱文轉型擔任中堅，直到2016年9月30日居港超過7年後成功向入境處申請為香港永久性居民，其後他在10月16日對R&F富力的聯賽時，首度以本地球員身份註冊上陣，結果他協助元朗以4–1勝出。
在1月27日，40歲的他於對東方龍獅的高級組銀牌決賽正選上陣踢足全場，結果他以隊長身份並兩度護空門協助元朗以3–0擊敗對手，相隔50年後再奪得高級組銀牌冠軍，在2018年2月，他首度獲香港聯賽選手隊徵召，參與對香港代表隊的賀歲盃並獲教練委任為隊長。在2018/19球季，法比奧轉為元朗的球員兼助教。
2020/21球季，法比奧獲天水圍飛馬邀請加盟。

## 家庭生活
法比奧的兒子現時為元朗青年軍。其弟弟法比西奧和費蘭度同為職業球員。

## 榮譽
愉園
- 香港甲組聯賽冠軍（2005–2006）

東方
- 香港高級組銀牌冠軍（2007–2008）

港聯
- 香港賀歲盃冠軍（2018）

元朗
- 香港乙組聯賽冠軍（2012–2013）
- 香港初級組銀牌冠軍（2012–2013）
- 香港足總盃亞軍（2016–2017）
- 香港高級組銀牌冠軍（2017–2018）

個人
- 香港足球明星選舉 最佳十一人（2017–2018、2018 - 19季度）
- 香港乙組足球聯賽 神射手（2010–2011、2011–2012、2012–2013）
- 香港甲組足球聯賽 神射手（2005–2006）
- 香港聯賽盃 神射手（2005–2006）

## 外部連結
- Fabio Lopes Alcantara （页面存档备份，存于）
- Fabio Lopes Alcantara （页面存档备份，存于）
- Fabio Lopes Alcantara （页面存档备份，存于）